# Kumelaurta
Kumelaurta (en georgiano: ქუმელაურთა) es una aldea histórica del noreste de Georgia, ubicado en el noroeste de la región de Kajetia y parte del municipio de Ajmeta. En 2018, junto con otros nueve puntos de Tushetia, se le otorgó el estatus de Monumento cultural de importancia nacional de Georgia.

## Geografía
La aldea de Kumelaurta está ubicado en la región montañosa geográfica histórica de Tushetia, a 95 kilómetros de Ajmeta. La región se presenta para su inclusión en la Lista del Patrimonio Mundial de la UNESCO.

## Historia
La ruta turística del parque nacional Tusheti se extiende desde el pueblo de Omalo hasta el lago de montaña Oreti a través del pueblo. Durante la Edad Media, una de las carreteras más transitadas de Tushetia, que conecta Omalo, Tsokalta, Hotrajo y otras aldeas, pasaba por Kumelaurta, y uno de los templos de Tusheta, el templo de Shapurta, estaba ubicado en la aldea.

## Demografía
La evolución demográfica de Kumelaurta entre 2002 y 2014 fue la siguiente:
| 0                                               | 0 |
| (Fuente: Population of Georgia in Soviet times) |   |